# Jisr al-Shughur
Jisr ash-Shugur (tiếng Ả Rập: جسر الشغور, phát âm [dʒɪsr aʃˈʃuɣuːr], tiếng Thổ Nhĩ Kỳ: Cisr eş-Şuğur cũng đánh vần Jisr al-Shughour) là một thành phố nằm ở tỉnh Idlib ở tây bắc Syria. Tọa lạc ở độ cao 170 mét (560 ft) so với mực nước biển trên sông Orontes, thành phố có dân số 44.322 người năm 2010.

## Lịch sử
Jisr ash-Shugur từ lâu đã là điểm dừng chân quan trọng trên các tuyến thương mại và nằm trên tuyến đường chính giữa Latakia, 75 kilômét (47 mi)   về phía tây và Aleppo 104 kilômét (65 mi) về phía đông. Nằm ở vùng đồng bằng phù sa phong phú của thung lũng Ghab ở phía đông của dãy núi An-Nusayriyah (còn được gọi là Jebel Ansariye), khu vực này đã liên tục có người ở trong hơn 10.000 năm. Thành phố cổ Qarqar được cho là nằm 7 kilômét (4,3 mi)   về phía nam của thị trấn hiện đại, được thành lập vào thời Hy Lạp là thành phố Seleucia ad Belum. Người La Mã gọi nó là Niaccuba và xây dựng một cây cầu đá ở đó qua Orontes.
Một phần nhỏ của thành phố cổ ngoài những phần của cây cầu La Mã đã được sửa chữa nhiều, hiện được kết hợp với công trình Mameluke thế kỷ 15 vẫn còn là một trong hai cây cầu của thành phố bắc qua sông. Thiết kế hình chữ V của cây cầu được dự định để cho phép nó chịu được lực của dòng sông. Mặc dù Jisr ash-Shugur chủ yếu là xây dựng hiện đại, một số tòa nhà Ottoman -era cũ vẫn tồn tại bao gồm một caravanserai được xây dựng ở trung tâm của khu phố cổ giữa năm 1660-75 và được khôi phục vào năm 1826-27.
Thành phố này được mô tả là người Hồi giáo Sunni bảo thủ và chủ yếu có lịch sử bất ổn chống lại chính phủ của đảng Baath theo chủ nghĩa dân tộc thế tục cầm quyền. Đó là cảnh một vụ giết người hàng loạt của lực lượng an ninh Syria vào năm 1980 đã báo trước vụ thảm sát Hama sau này và khét tiếng hơn. Vào ngày 9 tháng 3 năm 1980, chống lại một cuộc biểu tình chống chính phủ trên khắp Syria, cư dân của Jisr ash-Shugur đã diễu hành trên trụ sở của Đảng Ba'ath địa phương và đốt cháy nó. Cảnh sát không thể khôi phục trật tự và bỏ trốn. Một số người biểu tình đã thu giữ vũ khí và đạn dược từ một doanh trại quân đội gần đó. Cuối ngày hôm đó, các đơn vị thuộc Lực lượng đặc biệt của Quân đội Syria đã được trực thăng từ Aleppo lấy lại quyền kiểm soát, họ đã làm sau khi đập thị trấn bằng tên lửa và súng cối, phá hủy nhà cửa và cửa hàng và giết chết hàng chục người. Ít nhất hai trăm người đã bị bắt. Ngày hôm sau, một tòa án quân sự đã ra lệnh xử tử hơn một trăm tù nhân. Tổng cộng, khoảng 150-200 người được cho là đã bị giết.